# Дийодтирозин
Дийодтирозин (ДЙТ) — продукт йодизації монойодтирозину. Дийодтирозин — попередник гормонів щитоподібної залози тироксину та трийодтироніну. Ці гормони утворюються в присутності тиреопероксидази: з двох молекул ДЙТ синтезується тироксин, з однієї молекули монойодтирозину та одної ДЙТ утворюється трийодтиронін.